# توندي كيلاني
توندي كيلاني المعروف باسم تي كي هو مخرج أفلام ومنتج وكاتب سيناريو ومصور سينمائي نيجيري تخصص في إنتاج الأفلام التي تروج للتراث الثقافي النيجيري.
خلال مشواره الفني حصدت أعماله العديد من الجوائز في فئات مختلفة أبرزها خلال حفل توزيع جوائز الأكاديمية الأفريقية للأفلام الموازية لجوائز الأوسكار في فئة أفضل فيلم نيجيري.

## حياته المهنية
عمل كيلاني خلال السبعينيات كمراسل لقنوات مثل بي بي سي ورويترز بالإضافة للتلفزيون النيجيري. بمجرد انتهائه من مدرسة لندن للسينما، عاد إلى نيجيريا حيث شارك في إنتاج فيلمه الأول بعنوان «معضلة القس مايكل». عمل بعدها على معظم الأفلام الطويلة التي تم إنتاجها في نيجيريا بصفته مصورًا سينمائيًا. في عام 1990، كان كيلاني مخرجًا مساعدًا وممثلًا في فيلم «السيد جونسون» عام 1990، المقتبس عن رواية عام 1939 للكاتب جويس كاري من بطولة بيرس بروسنان وماينارد إيزياشي، وهو أول فيلم أمريكي تم تصويره في الموقع في نيجيريا.

## أعماله
- 2020 : آينلا (فيلم)
- 2014 : سراب مبهر (فيلم)
- 2010 : مامي (فيلم)
- 2008 : أروغبا
- 2006 : Apesin (2006 film) [الإنجليزية]